# Tüzer See
Der Tüzer See in Mecklenburg-Vorpommern liegt zwischen den Städten Stavenhagen und Altentreptow im Landkreis Mecklenburgische Seenplatte. Der See hat eine Nord-Süd-Ausdehnung von rund 1,2 Kilometer und eine Ost-West-Ausdehnung von rund 700 Metern. Durchschnittlich ist der See 150 Meter breit. Der namensgebende Ort Tüzen befindet sich am östlichen Ufer des Tüzer Sees. Dort befindet sich der Schlossberg, auf dem im Mittelalter eine Burg stand. Tüzen gehört zur Gemeinde Kriesow.